# Tiden är en dröm
Tiden är en dröm är en svensk dokumentärfilm från 1999 i regi av Jan Lindqvist. Filmen skildrar Sveriges historia 1859–1879 och Lindqvist belönades med en Guldbagge för "kreativa insatser" i anslutning till filmen. Filmen var även nominerad till "bästa film" vid samma gala.
Filmen fick 2014 en uppföljare, se Tiden är en dröm del 2.